# Kornelius Normann Hansen
Kornelius Normann Hansen (Larvik, 6 maggio 2001) è un calciatore norvegese, attaccante svincolato.

## Biografia
È il pronipote di Sverre Hansen, e il fratello di Kristoffer Normann Hansen.

## Carriera

### Club
Il 25 maggio 2020 Normann Hansen ha firmato un contratto fino al 2022 con lo Stabæk. Precedentemente aveva giocato tre anni nelle giovanili del Southampton. Ha presto lasciato il segno segnando entrambi i gol nella vittoria per 2-0 contro lo Strømsgodset oltre al gol vittoria nel 2-1 al Kristiansund BK.
Il 10 gennaio 2023 si è trasferito nei Paesi Bassi per unirsi al club di Eerste Divisie dell'Almere City con un contratto di due anni e mezzo.

### Nazionale
Ha giocato nelle nazionali giovanili norvegesi Under-15, Under-16, Under-17 ed Under-18.

## Statistiche

### Presenze e reti nei club
Statistiche aggiornate al 21 ottobre 2023.
| Stagione        | Squadra         | Campionato      | Campionato | Campionato | Coppe nazionali | Coppe nazionali | Coppe nazionali | Coppe continentali | Coppe continentali | Coppe continentali | Altre coppe | Altre coppe | Altre coppe | Totale | Totale | Totale |
| Stagione        | Squadra         | Comp            | Pres       | Reti       | Comp            | Pres            | Reti            | Comp               | Pres               | Reti               | Comp        | Pres        | Reti        | Pres   | Reti   |        |
| --------------- | --------------- | --------------- | ---------- | ---------- | --------------- | --------------- | --------------- | ------------------ | ------------------ | ------------------ | ----------- | ----------- | ----------- | ------ | ------ | ------ |
| 2020            | Stabæk          | ES              | 27         | 5          | CN              | 0               | 0               |                    | -                  | -                  |             | -           | -           | 27     | 5      |        |
| 2021            | Stabæk          | ES              | 25         | 2          | CN              | 1               | 0               |                    | -                  | -                  |             | -           | -           | 26     | 2      |        |
| 2022            | Stabæk          | 1D              | 24         | 7          | CN              | 1               | 0               |                    | -                  | -                  |             | -           | -           | 25     | 7      |        |
| gen.-giu. 2023  | Almere City     | 1D              | 9          | 1          | CO              | 0               | 0               |                    | -                  | -                  |             | -           | -           | 9      | 1      |        |
| 2023-2024       | Almere City     | ED              | 4          | 0          | CO              | 0               | 0               |                    | -                  | -                  |             | -           | -           | 4      | 0      |        |
| Totale carriera | Totale carriera | Totale carriera | 80         | 14         |                 | 2               | 0               |                    | -                  | -                  |             | -           | -           | 82     | 14     |        |

## Palmarès

### Individuale
- Capocannoniere della Coppa dei Paesi Bassi: 1

2023-2024 (5 reti, alla pari con Milan Smit)